# Hintergraslspitzen
Les Hintergraslspitzen sont un ensemble de trois cimes montagneuses qui s’élèvent à 3 325 m d’altitude dans les Alpes de l'Ötztal, en Autriche.